# Andreas de Caithness
Andreas ou Aindréas de Caithness († 1184) est le premier évêque de Caithness connu, et est une source pour l’auteur de de Situ Albanie. Andreas est un gaël, et vient vraisemblablement d’une famille de Gowrie, ou de la région environnante en Écosse. Il possède des terres en Gowrie, Angus et Fife, et semble être le frère de Eòghan "of Monorgan", un autre propriétaire terrien de Gowrie. Il est pendant un temps moine à l’Abbaye de Dunfermline, mais on ne sait pas s'il devient évêque après ou pendant cette période.
On ne connaît pas la date de son accession à l’évêché, et on ne sait pas s’il s’est effectivement rendu en Caithness. S’il le fit, il a vraisemblablement résidé à Halkirk.